# Puschkinia peshmenii
Puschkinia peshmenii är en sparrisväxtart som beskrevs av Edward Martyn Rix och Brian Frederick Mathew. Puschkinia peshmenii ingår i släktet porslinshyacinter, och familjen sparrisväxter.
Artens utbredningsområde är Turkiet. Inga underarter finns listade i Catalogue of Life.